# آزمون بازیگری (فیلم ۱۹۹۹)
آزمون بازیگری (به ژاپنی: オーディション) فیلمی ژاپنی در ژانر درام و ترسناک روانشناسانه به کارگردانی تاکاشی میکه و بازی ریو ایشیباشی محصول سال ۱۹۹۹ است. این فیلم بر اساس رمانی به همین نام نوشتهٔ ریو موراکامی ساخته شده است. این فیلم در جشنواره فیلم ونکوور سال ۱۹۹۹ به نمایش درآمد و در تاریخ ۳ مارس ۲۰۰۰ در ژاپن بر روی پردهٔ سینما رفت. تاکنون این فیلم در قالب اثری کالت مورد توجه قرار گرفته است.

## داستان
در توکیو شیگه‌هارو آئویاما که همسرش را از دست داده است با فرزندش، پسری ۱۷ ساله زندگی می‌کند. هفت سال پس از درگذشت همسر وی پسرش، شیگه‌هیکو، به او پیشنهاد می‌دهد که دوباره ازدواج کند و شیگه‌هارو با دوستش یاسوهیسا یوشیکاوا که تهیه‌کننده است ملاقات می‌کند و قصدش را با او در میان می‌گذارد. شیگه‌هارو با نزدیک شدن به زنانی که برای ملاقات در دسترس هستند مشکل دارد و یاسوهیسا تصمیم می‌گیرد که یک تست بازیگری ساختگی ترتیب دهد تا شیگه‌هارو از دخترها برای انتخاب بازیگر نقش اصلی فیلمی تست بگیرد. در میان آن‌ها توجه شیگه‌هارو به دختری جذاب به نام آسامی یامازاکی جلب می‌شود و بر خلاف توصیهٔ یاسوهیسا وی با این دختر قرار ملاقات می‌گذارد و مجذوب وی می‌شود…

## بازخورد
وقتی که این فیلم در جشنواره بین‌المللی فیلم روتردام سال ۲۰۰۰ نمایش داده شد زنی از میان بینندگان در مقابل میکه قرار گرفت و فریاد زد: «تو فردی شیطانی هستی!»
در راتن تومیتوز اکثر منتقدان به این فیلم نمرهٔ مثبت داده‌اند و نمره میانگین ۷٫۲ از ۱۰ را کسب کرده است.

## بازسازی
در سال ۲۰۱۴ مجلهٔ دِدلاین (به انگلیسی: Deadline) اعلام کرد که مدیر اجرایی تولید، ماریو قصار، شروع به کار بر روی اقتباس انگلیسی آزمون بازیگری کرده است. برای نوشتن فیلمنامه و کارگردانی این کار ریچارد گری را فراخوانده‌اند. داستان این کار از رمان موراکامی گرفته می‌شود و فیلم در آمریکای شمالی واقع خواهد شد.